# Puracé
Puracé è un comune della Colombia facente parte del dipartimento di Cauca.
Il centro abitato venne fondato da Tomas Cipriano de Mosquera nel 1840, mentre l'istituzione del comune è del 1915.